# Rue de l'Église (Antony)
Pour les articles homonymes, voir Rue de l'Église.
La rue de l'Église est une voie de communication d'Antony dans les Hauts-de-Seine.

## Situation et accès
Cette rue relie la rue des Champs au square de Collegno. Partant du nord, elle rencontre notamment la rue Jean-Charles-Persil puis, traversant la place des Quatre-Tilleuls où convergent la rue des Champs et la rue Paul-Langevin, elle marque l'extrémité ouest de la rue Bourgneuf et se termine au square de Collegno.

## Origine du nom
Cette rue tient son nom de l'église paroissiale qui se trouve en son centre.
Bien que l'église soit très ancienne, on lit dans des terriers du XVIIe siècle les noms de « rue basse menant de l'église au moulin » puis « rue menant du carrefour banyer au moulin ».

## Historique

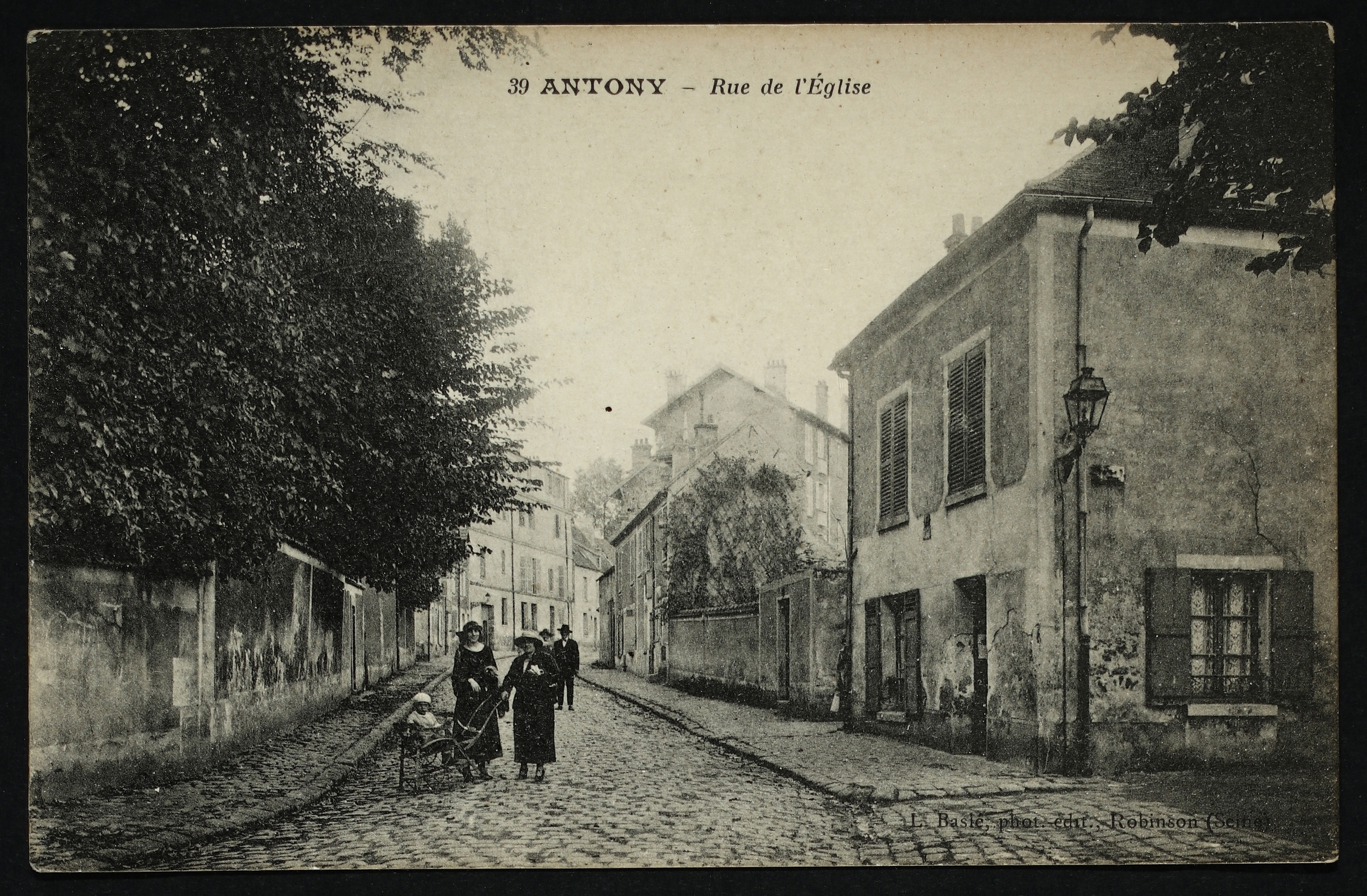
La rue de l'Église vers 1900.

Partie de la voie romaine Via Turonensis, cette rue était devenue très étroite au XVIIe siècle. Elle est élargie sur une longueur de 44 mètres, ce qui correspond au mur de l'ancien cimetière et sur une largeur de 10 mètres en bas vers le presbytère. Pendant le Moyen Âge, cette voie connaît une activité liée aux travaux des villageois au service de la ferme de l'abbaye. Les commerces d'alimentation ne sont arrivés qu'au XIXe siècle.
La rue a fait l'objet d'une restauration complète au début des années 1980.
Fin 2021, la mairie lance une consultation en vue du réaménagement de cette voie.

## Bâtiments remarquables et lieux de mémoire
Au no 23, des locaux commerciaux, longtemps restés vides, ont été achetés en 2019 par la commune, afin de redynamiser l'activité commerciale de cette rue. Le 1er juillet 2020, une épicerie de produits bio et locaux, en vrac, s'y est installée. C'est au même no 23 que se situe l'école Arc en Ciel - École Jean-Trubert, établissement supérieur technique privé spécialisée dans les formations en illustration et bande dessinée,.
L'église Saint-Saturnin d'Antony est située au 2, place de l'Église.
Cette place a été aménagée à partir de 1820, après le déplacement du cimetière qui se trouvait devant l'église, vers le nouveau cimetière d'Antony. C'est en 1848 que la place devient un emplacement public. 

## Pour approfondir